# Sturm in Gambia 2021
Der Sturm in Gambia 2021 war ein Sturm, der von Anfang bis Mitte Juli 2021 Gambia verwüstete.

## Sturm
Der Sturm wütete zwischen dem 2. und 12. Juli 2021. 16.849 Menschen waren in mehr als 100 Gemeinden in allen sieben Regionen davon betroffen. Dabei wurden Dörfer, Häuser, Schulen und Gesundheitszentren sowie kommunale Saatgutlager zerstört. Der Sturm führte zur Binnenvertreibung und Obdachlosigkeit und es wurden 100 Schwerverletzte durch umgestürzte Mauern und Bäume registriert. Am 7. und 8. Juli 2021 erreichte der Sturm  die Hauptstadt Banjul und die umliegenden Gebiete. Nach Angaben des meteorologischen Amtes betrug die Windgeschwindigkeit 85 km/h und war somit die höchste Geschwindigkeit, die seit fünf Jahren gemessen wurde. Mehrere Gebiete im Westen des Landes waren ohne Strom und fließendem Wasser. Die örtlichen Behörden berichteten, dass mindestens zehn Menschen ums Leben kamen.

## Hilfen
Die Europäische Union stellt nach dem Sturm in Gambia 200.000 Euro an humanitären Mitteln zur Verfügung. Der Landesdirektor der Weltbank in Gambia Nathan Belete hatte den Opfern des Sturms Unterstützung zugesagt. Die Gambia-Hilfe Freiburg e. V. hat 41 Klinikbetten und etwa 200 Säcke Arbeitskleidung und andere nützliche Sachen als Spende bekommen und schickte diese mit einem Übersee-Container für bedürftige Menschen nach Gambia. Außerdem kamen in der ersten Spendenwoche 3000 Euro zusammen und wurden weitergeleitet.